# 貝爾萊蒙大廈
貝爾萊蒙大廈（法語：Bâtiment Berlaymont）是比利时布鲁塞尔市中心羅伯特·舒曼圓環的一座办公大楼，地址位于法律路200号，因原址曾存在的贝尔莱蒙女修道院而得名。自建成以来，该建筑一直是欧盟委员会总部，并成为欧盟行政權的代名词，并被用在欧洲委员会的官方标志中。
其原址曾是一座女子修道院。1960年，比利時聯邦政府收購了這塊土地。貝爾萊蒙大廈於1969年竣工。大廈面積超過24萬平方公尺。1991年開始，大廈開始重建。新的大廈在2004年10月21日竣工。

## 用途
欧盟委员会本身分布在大约60多座建筑中，但贝尔莱蒙是委员会的总部，是欧盟委员会主席和委员团的所在地，以下部门也设在贝尔莱蒙：
- 人力资源和安全
- 欧洲政治战略中心，曾称为欧洲政策顾问局
- 传播、
- 布鲁塞尔基础设施和物流办公室
- 秘书处
- 法律服务[2]

主席办公室、委员会和会议室位于13层，与“Hebdo”会议室以及餐厅La Convivialité一起。乌苏拉·冯·德莱恩是首位实际居住在贝尔莱蒙的委员会主席。她的住处位于13层主办公室旁边的小私人区域。

### 引用
1. ↑  . European Commission – European Commission.   [2017-05-09]. （原始内容存档于2021-03-28） （英语）.
2. ↑  . European Commission: Office of Infrastructure and Logistics – Brussels (Europa (web portal)).   [12 August 2008]. （原始内容存档于26 October 2008）.
3. ↑  . The Guardian. 2019-10-03  [2021-07-08]. （原始内容存档于2024-01-02） （英语）.